# 東檀香山 (夏威夷州)
東檀香山（英語：East Honolulu）是位於美國夏威夷州檀香山縣的一個人口普查指定地區。

## 地理
東檀香山的座標為21°17′20″N 157°43′02″W / 21.28889°N 157.71722°W，而該地最高點為海拔高度2米（即7英尺）。

## 人口
根據2010年美國人口普查的數據，東檀香山的面積為8.90平方千米，當中陸地面積為5.90平方千米，而水域面積為3.00平方千米。當地共有人口49914人，而人口密度為每平方千米5,608.31人。